# Знаменка (Правдинский район)
Знаменка — посёлок в Правдинском районе Калининградской области. Входит в состав Железнодорожного городского поселения.

## Население
| 2002 | 2010 |
| ---- | ---- |
| 252  | ↘240 |

Численность населения — 240 человек (2010 год).